# Schweich
Schweich település Németországban, Rajna-vidék-Pfalz tartományban. Lakosainak száma 8013 fő (2023. december 31.).

## Népesség
A település népességének változása:
| Lakosok száma | 5524 | 7146 | 7844 | 7848 | 7940 | 7992 | 8013 |
|               | 1975 | 2012 | 2017 | 2019 | 2021 | 2022 | 2023 |